# Rudolf Tajcnár
Rudolf „Slon“ Tajcnár (* 17. April 1948 in Bratislava, Tschechoslowakei; † 2. August 2005 ebenda) war ein tschechoslowakischer Eishockeyspieler, der über viele Jahre für den HC Slovan Bratislava und die tschechoslowakische Nationalmannschaft auf der Position des Verteidigers spielte.

## Karriere
Rudolf Tajcnár begann seine Karriere 1959 beim HC Slovan Bratislava. 1966 wurde er zum Militärdienst einberufen und leistete diesen bei Dukla bzw. VSŽ Košice zwischen 1966 und 1968 ab. Nach dieser Zeit kehrte er zu Slovan zurück und spielte bis 1976 für seinen Heimatverein. 1973 wurde gewann er mit seiner Mannschaft den Spengler Cup. In 300 Erstliga-Partien erzielte er 63 Tore. Bei einem Freundschaftsspiel in Ascona während der Weihnachtsferien 1977 setzte er sich von seiner Mannschaft ab. Unter Mithilfe des HC Ambrì-Piotta gelang die Flucht, allerdings durfte er erst nach einer 18-monatigen Sperre für diesen Verein spielen. Während dieser Zeit spielte er in den Vereinigten Staaten für die Maine Mariners in der American Hockey League, mit denen er 1977/78 den Calder Cup gewann. In der folgenden Spielzeit ging er für die Edmonton Oilers in der World Hockey Association und für die Spokane Flyers, dem Farmteam der Philadelphia Flyers, aufs Eis.
Zwischen 1979 und 1981 spielte er für den HC Ambrì-Piotta in der Schweizer Nationalliga B. In insgesamt 72 Partien in der NLB erzielte der Verteidiger 23 Tore und 42 Assists. Nach seiner Zeit in Ambrì arbeitete er einige Jahre in Ascona als Spielertrainer.
Ende Juli 2005 verstarb Rudolf Tajcnár in seiner Wohnung. Ein Jahr später wurde er in die slowakische Eishockey-Ruhmeshalle aufgenommen.

### International
Für die tschechoslowakische Auswahlmannschaft nahm Rudolf Tajcnár an mehreren internationalen Titelkämpfen teil. Für die Eishockey-Weltmeisterschaft 1971 erhielt er seine erste Berufung und gewann die Silbermedaille. Ein Jahr später wurde Tajčnar mit der CSSR-Auswahl Weltmeister und gewann die Bronzemedaille bei den Olympischen Winterspielen in Sapporo. Insgesamt erzielte er neun Tore in 54 Länderspielen für die Tschechoslowakei.

## Erfolge und Auszeichnungen
- 1978 Calder-Cup-Gewinn mit den Maine Mariners